# Dennis Kimetto
Dennis Kipruto Kimetto (Eldoret, 22 gennaio 1984) è un maratoneta keniota.

## Carriera
Vincitore di numerose maratone, nel 2014 ha stabilito il record mondiale di specialità con il tempo di 2h02'57", ottenuto durante la maratona di Berlino, record successivamente battuto dal connazionale Eliud Kipchoge il 16 settembre 2018, sempre a Berlino, con il tempo di 2h01'39".

## Record nazionali
- 25 km: 1h11'18" ( Berlino, 6 maggio 2012)
- 35 km: 1h41'47" + ( Berlino, 28 settembre 2014)
- 40 km: 1h56'29" + ( Berlino, 28 settembre 2014)

## Progressione

### Maratona
| Stagione | Tempo    | Luogo    | Data       | Rank. Mond. |
| -------- | -------- | -------- | ---------- | ----------- |
| 2018     | 2h14'54" | Shanghai | 18-11-2018 | 502º        |
| 2016     | 2h11'44" | Londra   | 24-4-2016  | 214º        |
| 2015     | 2h05'50" | Londra   | 26-4-2015  | 6º          |
| 2014     | 2h02'57" | Berlino  | 28-9-2014  | 1º          |
| 2013     | 2h03'45" | Chicago  | 13-10-2013 | 2º          |
| 2012     | 2h04'16" | Berlino  | 30-9-2012  | 2º          |

## Palmarès
| Anno | Manifestazione | Sede    | Evento   | Risultato | Prestazione | Note |
| ---- | -------------- | ------- | -------- | --------- | ----------- | ---- |
| 2015 | Mondiali       | Pechino | Maratona | dnf       | dnf         |      |

## Altre competizioni internazionali
2011

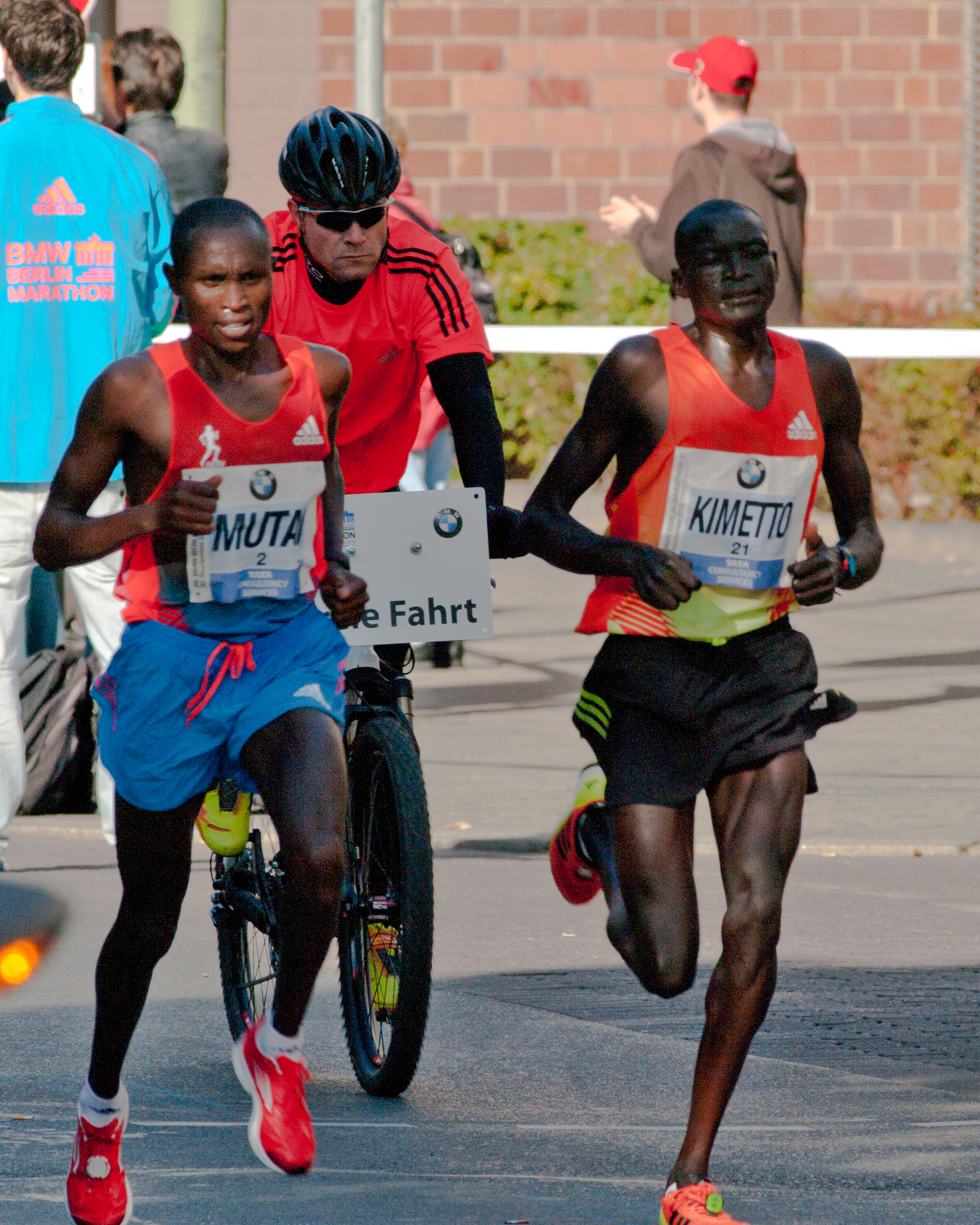
Dennis Kimetto (a destra) durante la maratona di Berlino 2012

- Oro alla Mezza maratona di Nairobi ( Nairobi) - 1h01'30"
- Argento al Tuskys Wareng Crosscountry ( Eldoret) - 35'01"

2012
- Argento alla Maratona di Berlino ( Berlino) - 2h04'16"
- Oro alla BIG 25 Berlin ( Berlino), 25 km - 1h11'18"
- Oro alla Mezza maratona di Berlino ( Berlino) - 59'14"
- Oro alla Mezza maratona di Ras al-Khaima ( Ras al-Khaima) - 1h00'40"
- 13º alla Montferland Run ( 's-Heerenberg), 15 km - 45'13"

2013
- Oro alla Maratona di Tokyo ( Tokyo) - 2h06'50"
- Oro alla Maratona di Chicago ( Chicago) - 2h03'45"
- 25º alla Marvejols-Mende ( Mende), 22,4 km - 1h22'01"
- Argento alla Schortens Jever-Fun Lauf 10M ( Schortens), 10 miglia - 47'32"

2014
- Oro alla Maratona di Berlino ( Berlino) - 2h02'57"
- 15º alla City-Pier-City Half Marathon ( L'Aia) - 1h04'35"
- Bronzo alla Olomouc Half Marathon ( Olomouc) - 1h01'52"
- 13º alla Montferland Run ( 's-Heerenberg), 15 km - 47'00"

2015
- Bronzo alla Maratona di Londra ( Londra) - 2h05'50"
- 10º alla Luanda Half Marathon ( Luanda) - 1h04'54"

2016
- 9º alla Maratona di Londra ( Londra) - 2h11'44"
- 7º alla Mezza maratona di Granollers ( Granollers) - 1h04'52"

2018
- 10º alla Maratona di Shanghai ( Shanghai) - 2h14'54"